# Zundaspråk
Zundaspråk är en undergrupp till bantuspråkgruppen ngunispråk, i södra Afrika. Till zunda räknas de närbesläktade språken zulu, nordndebele och xhosa. Övriga ngunispråk brukar kallas tekelaspråk.